# Ramón Genaro Díaz Bessone
Ramón Genaro Díaz Bessone (né le 27 octobre 1925 à Mendoza et mort le 3 juin 2017 à Buenos Aires) est un militaire argentin, nommé général lors de la dictature militaire (1976-1983). Il fut alors commandant du IIe Corps de l'Armée et ministre de la Planification sous la présidence du général Jorge Rafael Videla. Ayant écrit plusieurs livres et articles, Bessone a été qualifié de théoricien du « processus de réorganisation nationale », nom officiel que se donnait la dictature. Il a été gracié par un décret de Carlos Menem en 1989, puis inculpé à nouveau, en 2005, pour crimes contre l'humanité.

## Fonctions dans les années 1970
Né à Mendoza en 1925, Ramón Díaz Bessone entre au collège militaire le 1er février 1943. Il est nommé gouverneur de facto de la province de Mendoza entre mars et mai 1973, dans les derniers mois de la dictature de la « révolution argentine ». Membre de l'état-major de l'artillerie, il fut commandant du IIe Corps de l'Armée, basé à Rosario, entre septembre 1975 et octobre 1976, chargé des provinces de Formosa, du Chaco, de Santa Fe, de Misiones, de Corrientes et d'Entre Ríos, ainsi que des multiples centres clandestins de détention qui y étaient installés.
Bessone faisait partie de l'aile la plus radicale de la junte, aux côtés des généraux Luciano Benjamín Menéndez, Santiago Omar Riveros et Carlos Guillermo Suárez Mason. Il adhérait à une conception « développementiste (es) » du nationalisme argentin. Nommé ministre de la Planification par le général Videla en octobre 1976, il théorisait alors la mise en place, pour 1990, d'une « démocratie civique-militaire ». Bessone s'opposait alors à la libéralisation relative de l’économie menée par le ministre de l'Économie José Alfredo Martínez de Hoz, conflit qui s'acheva par sa démission du ministère de la Planification en décembre 1977, remplacé par le général Carlos E. Laidlaw. Bessone quitte l'armée le 16 mars 1978.

## Procès
Díaz Bessone a été inculpé en 1985 pour les crimes commis dans la zone du Paraná, mais les charges furent suspendues par la Cour suprême en 1988 en raison de la loi du Point final de 1987. Les charges restantes furent annulées par un décret de grâce du président Menem en octobre 1989. Lors de la transition démocratique, Bessone a été élu en 1994 président du Cercle militaire (es),, dont les livres continuent à exercer une influence importante au Collège militaire de la Nation. Réélu en 1998 avec plus de 65 % des voix, il expulsa du Cercle, en 2000, le général Martín Balza, ex-commandant en chef de l'armée, qui avait émis en 1995 une autocritique du rôle de l'armée sous la dictature,.
Il a été inculpé le 2 novembre 1999 en Espagne par le juge Baltasar Garzón, sous les accusations de génocide, terrorisme et torture. La justice espagnole délivra le 30 décembre 1999 un mandat d'arrêt international contre lui, mais l'Argentine refusa, le 1er mai 2000, de l'extrader. Par la suite, le président espagnol José María Aznar (droite) refusa de transmettre à l'Argentine la demande d'extradition.
C'est vers cette époque qu'il fut interviewé par la journaliste Marie-Monique Robin, auteur d'Escadrons de la mort, l'école française, et déclara alors que les assesseurs français, présents en Argentine depuis 1959, avaient enseigné à leurs homologues argentins les techniques utilisées lors de la guerre d'Algérie (quadrillage, etc.).
Au cours de cet entretien, diffusé en 2003 en Argentine, Bessone justifiait la torture et admit qu'afin d'éviter de se mettre à dos le Vatican, la junte avait préféré assassiner clandestinement plutôt que fusiller. Selon Bessone, 7 000 personnes avaient ainsi été assassinées sous la dictature : bien que le bilan réel de la « guerre sale » s'élève à 30 000 victimes, c'est la première fois qu'un général argentin admettait que la junte avait ordonné des exécutions illégales massives. Cet entretien provoqua ainsi une « commotion nationale », selon le journaliste Horacio Verbitsky, qui explique que « c'est la première fois qu'un général de la junte reconnaît l'existence des disparus, et surtout c'est la première fois que l'un d'eux admet que la disparition fut une technique de guerre programmée et planifiée ». Bessone a été à la suite de cela traduit devant un Conseil de guerre.
Mais c'est avec l'arrivée, en 2003, de Nestor Kirchner à la présidence, qui subordonne la non-extradition des militaires à leur inculpation en Argentine, que Bessone fut de nouveau inculpé et assigné à résidence en juillet 2004 pour les crimes commis dans le cadre de l'opération Condor. Le 4 avril 2005, la justice argentine déclara inconstitutionnelle l'amnistie dont bénéficiait par décret Diáz Bessone, qui fut inculpé pour association illicite (conspiration) aggravée dans l'affaire Feced. On l'accuse de 38 détentions arbitraires suivis de torture et de quinze disparitions forcées. Bessone pourrait aussi être jugé en France, étant responsable de la disparition forcée d'Yves Alain Domergue, séquestré à Rosario le 20 septembre 1976.
Il a aussi été inculpé, le 26 juin 2007, pour la disparition forcée de María Teresa Vidal Martínez Bayo. Mais en décembre 2008, la Chambre nationale de cassation pénale ordonna de le libérer, avec Alfredo Astiz et Jorge Acosta, affirmant que leur temps de détention préventive avait atteint son maximum. Cette décision a toutefois été suspendue par un appel du procureur, et a provoqué des tensions avec le gouvernement de Cristina Kirchner, le secrétaire aux droits de l'homme Eduardo Luis Duhalde faisant appel au Conseil de la magistrature pour destituer les magistrats ayant voté cet arrêt. Par ailleurs, elle ne couvre que le procès de l'ESMA et pas les autres affaires: les 21 militaires en question restent donc en détention préventive.

### Source originale
- (es) Cet article est partiellement ou en totalité issu de l’article de Wikipédia en espagnol intitulé « Ramón Genaro Díaz Bessone » (voir la liste des auteurs).